# Dennis Hopson
Dennis Hopson (nacido el 22 de abril de 1965 en Toledo, Ohio) es un exjugador y entrenador de baloncesto estadounidense que disputó cinco temporadas en la NBA. Con 1,96 metros de altura jugaba en la posición de escolta. Fue campeón de la liga profesional con los Chicago Bulls en 1991.

## Trayectoria deportiva

### Universidad
Jugó durante cuatro temporadas con los Buckeyes de la Universidad de Ohio State, en los que promedió 16,8 puntos y 5,7 rebotes por partido. En 1986 fue incluido en el segundo mejor quinteto de la Big Ten Conference, y al año siguiente en el primero, haciéndose un hueco también en el segundo equipo All-American.

### Profesional
Fue elegido en la tercera posición del Draft de la NBA de 1987 por New Jersey Nets, por delante de jugadores como Scottie Pippen, Reggie Miller o Kevin Johnson, sin llegar a demostrar en ningún momento la calidad que supuestamente tenía. Jugó tres temporadas con los Nets, haciéndose con la titularidad en la última de ellas, en la 1989-90, jugando la que sería su mejor campaña como profesional, tras promediar 15,8 puntos y 3,5 rebotes por partido.
Al año siguiente fue traspasado a Chicago Bulls, que buscaban a un jugador que diera minutos de descanso a Michael Jordan, donde fue uno de los jugadores menos utilizados del equipo. A pesar de ello puede presumir de haber ganado el anillo de campeón esa temporada. Nada más comenzar la temporada 1991-92 fue traspasado a Sacramento Kings, donde desempeñó también un papel secundario. Allí acabaría su trayectoria en la NBA, en la que promedió 10,9 puntos y 2,8 rebotes por partido en las cinco temporadas que disputó.
En 1992 decidió emprender la aventura europea, yendo a jugar a la Liga ACB, concretamente al CAI Zaragoza, jugó temporada y media, anotando 16 puntos de media el primer año y 22 el siguiente. De ahí se fue a jugar a la Liga de Filipinas, terminando su carrera en el modesto Maccabi Qiryat Motzkin de la liga israelí.

### Entrenador
Tras retirarse como jugador, fue el entrenador de los Toledo Royal Knights de la ABA hasta su desaparición en 2006. En la actualidad ejerce como entrenador asistente de la Universidad de Northwood.

## Estadísticas de su carrera en la NBA

### Temporada regular
| Temporada | Edad | Equipo           | Liga | P   | TIT | MIN  | TC  | TCA  | %TC  | 3P  | 3PA | %3P  | TL  | TLA | %TL  | R.OF. | R.DEF. | REB | ASIS | ROB | TAP | PER | FP  | PTS  |
| 1987-88   | 22   | New Jersey Nets  | NBA  | 61  | 19  | 22.4 | 3.6 | 9.0  | .404 | 0.2 | 0.7 | .267 | 2.1 | 2.9 | .740 | 1.0   | 1.3    | 2.3 | 1.9  | 0.9 | 0.4 | 2.0 | 2.4 | 9.6  |
| 1988-89   | 23   | New Jersey Nets  | NBA  | 62  | 36  | 25.0 | 4.8 | 11.5 | .419 | 0.1 | 0.4 | .148 | 3.0 | 3.5 | .849 | 1.5   | 1.8    | 3.3 | 1.7  | 1.1 | 0.5 | 1.6 | 2.4 | 12.7 |
| 1989-90   | 24   | New Jersey Nets  | NBA  | 79  | 64  | 32.3 | 6.0 | 13.8 | .434 | 0.4 | 1.3 | .317 | 3.4 | 4.3 | .792 | 1.4   | 2.1    | 3.5 | 1.9  | 1.3 | 0.6 | 2.1 | 2.3 | 15.8 |
| 1990-91   | 25   | Chicago          | NBA  | 61  | 0   | 11.9 | 1.7 | 4.0  | .426 | 0.0 | 0.1 | .200 | 0.9 | 1.4 | .663 | 0.8   | 1.0    | 1.8 | 1.1  | 0.4 | 0.2 | 1.0 | 1.3 | 4.3  |
| 1991-92   | 26   | TOTAL            | NBA  | 71  | 0   | 18.5 | 3.9 | 8.4  | .465 | 0.2 | 0.7 | .255 | 2.5 | 3.6 | .708 | 1.5   | 1.4    | 2.9 | 1.4  | 0.9 | 0.5 | 1.4 | 1.6 | 10.5 |
| 1991-92   | 26   | Chicago          | NBA  | 2   | 0   | 5.0  | 0.5 | 1.0  | .500 | 0.0 | 0.0 |      | 0.0 | 0.0 |      | 0.0   | 0.0    | 0.0 | 0.0  | 0.5 | 0.0 | 0.0 | 1.0 | 1.0  |
| 1991-92   | 26   | Sacramento Kings | NBA  | 69  | 0   | 18.9 | 4.0 | 8.6  | .465 | 0.2 | 0.7 | .255 | 2.6 | 3.7 | .708 | 1.5   | 1.5    | 3.0 | 1.5  | 1.0 | 0.6 | 1.4 | 1.6 | 10.7 |
| Total     |      |                  | NBA  | 334 | 119 | 22.5 | 4.1 | 9.6  | .431 | 0.2 | 0.7 | .271 | 2.5 | 3.2 | .765 | 1.3   | 1.6    | 2.8 | 1.6  | 1.0 | 0.5 | 1.6 | 2.0 | 10.9 |

### Playoffs
| Temporada | Edad | Equipo  | Liga | P | MIN | TCA | TC | 3PA | 3P | TLA | TL | R.OF. | REB | ASIS | ROB | TAP | PER | FP | PTS | %TC  | %3P | %FT  | MIN | PTS | REB | AST |
| 1990-91   | 25   | Chicago | NBA  | 5 | 18  | 2   | 6  | 0   | 0  | 4   | 9  | 2     | 4   | 1    | 0   | 1   | 1   | 2  | 8   | .333 |     | .444 | 3.6 | 1.6 | 0.8 | 0.2 |
| Total     |      |         | NBA  | 5 | 18  | 2   | 6  | 0   | 0  | 4   | 9  | 2     | 4   | 1    | 0   | 1   | 1   | 2  | 8   | .333 |     | .444 | 3.6 | 1.6 | 0.8 | 0.2 |